# Coussarea lanceolata
Coussarea lanceolata är en måreväxtart som först beskrevs av Vell., och fick sitt nu gällande namn av Johannes Müller Argoviensis. Coussarea lanceolata ingår i släktet Coussarea och familjen måreväxter. Inga underarter finns listade i Catalogue of Life.